# MusicOMH
musicOMH es una revista de música en línea con sede en Londres que publica críticas independientes y entrevistas de todos los géneros, incluidos el clásico, metal, rock y R&B.

## Historia
musicOMH fue fundado y lanzado por el editor en jefe Michael Hubbard en 1999.
En febrero de 2011, la antigua sección de teatro del sitio se separó y pasó a convertirse en Exeunt Magazine, ya que musicOMH se reenfocó de ser una publicación de arte general a escribir exclusivamente sobre música.

## Características principales y cobertura
El contenido musical consiste en reseñas de álbumes, conciertos, pistas y festivales, junto con características, entrevistas y publicaciones de blog. El sitio también ofrece reseñas en vivo y otras características. Las revisiones de álbumes del sitio, que generalmente cubren una amplia gama de géneros, incluyendo pop, electro, clásico, metal, rock y R&B, han sido citadas por numerosas publicaciones como The Daily Telegraph, The Independent y la BBC. El sitio también se ha utilizado como una de las muchas fuentes para acumular puntajes de revisión agregados por Metacritic.
El sitio también realiza entrevistas a varios miembros de la industria de la música, como el dúo de música house Basement Jaxx, la banda de rock sueca Miike Snow y el rapero Jay-Z en su repertorio previamente entrevistado. En septiembre de 2009, publicaciones de otros sitios como Contactmusic.com, AOL y Yahoo! Music utilizaron la entrevista con Jay-Z para difundir su interés de trabajar con otros músicos notables como Jack White y Bono.

## Nombramientos, premios y nominaciones
The Independent describió musicOMH como «centrado en brit, accesible y sin pretensiones», en su lista de los 25 mejores sitios web de música en octubre de 2009. El sitio fue nominado a la mejor publicación digital en los premios Record Of The Day Awards por tres años consecutivos, 2009, 2010 y 2011.